# Kubansk solandra
Kubansk solandra (Solandra longiflora) är en art inom familjen potatisväxter som förekommer naturligt på Kuba och Hispaniola. Arten odlas som trädgårdsväxt i varmare klimat och kan även odlas i växthus i Sverige.
Kubansk solandra är mycket lik solandra (S. grandiflora) men skiljer sig genom att fodret är hälften så långt som kronans blompip. Solandra har ett foder som täcker i princip hela blompipen.

## Synonymer
- Solandra grandiflora var. macrantha (Dunal) Voss
- Solandra laevis
- Solandra macrantha Dunal
- Swartsia longiflora (Tussac) Britton & P. Wilson